# Gandan
Gandan (mong. Гандан хийд), właśc. Gandantegczinlen chijd (mong. Гандантэгчинлэн хийд) – klasztor buddyjski w Ułan Batorze w Mongolii, najważniejszy ośrodek religijny w tym kraju.
Za datę założenia klasztoru przyjmuje się 1838 rok, choć już wcześniej, w 1809 roku na miejscu tym powstać miała świątynia Szar süm. Od 1838 roku datuje się intensywny rozwój klasztoru: w 1838 roku powstała świątynia Gandantegczinlen süm, w 1839 roku Cogczin dugan, w 1844 roku Badmjogo süm, w 1848 roku Dżüdijn süm, w 1909 roku Gungaaczojlin süm. W latach 1911–1913 zbudowano świątynię Megdżiddżanrajseg süm, w której znajduje się (odbudowany w 1996 roku) wysoki na 26,5 m. posąg Avalokiteśvary. Na terenie klasztoru powstały również świątynie, w których złożono ciała kolejnych bogd gegeenów: V (w 1841 roku), VII (w 1869 roku) i VIII (w 1925 roku).
W 1938 roku podczas represji antybuddyjskich w Mongolii klasztor zamknięto. W 1944 roku wznowił działalność religijną, aż do 1990 roku pozostając jedynym czynnym klasztorem Mongolii. Po 1990 roku uległ znacznej rozbudowie, stając się największym ośrodkiem buddyzmu w kraju.
Klasztor stanowi unikatowy zespół dawnej architektury (w którym widoczne są style: mongolski, tybetański, chiński oraz mieszane), we wnętrzach świątyń przechowywane są bezcenne rękopisy i ksylografy, m.in. mongolskie, tybetańskie, sanskryckie, mandżurskie i chińskie, liczne rzeźby, zabytki malarstwa religijnego i rzemiosła artystycznego.

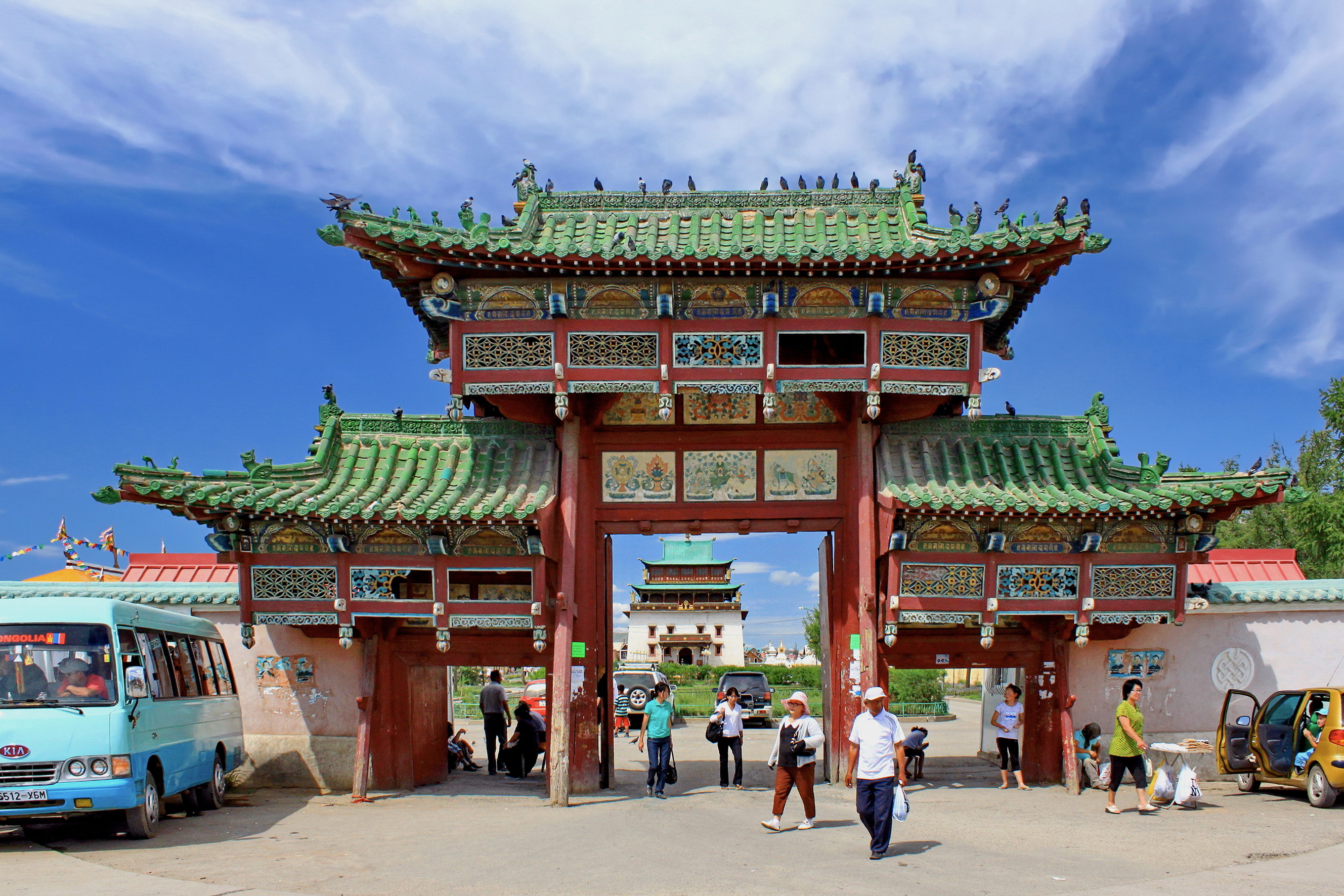
Brama wejściowa
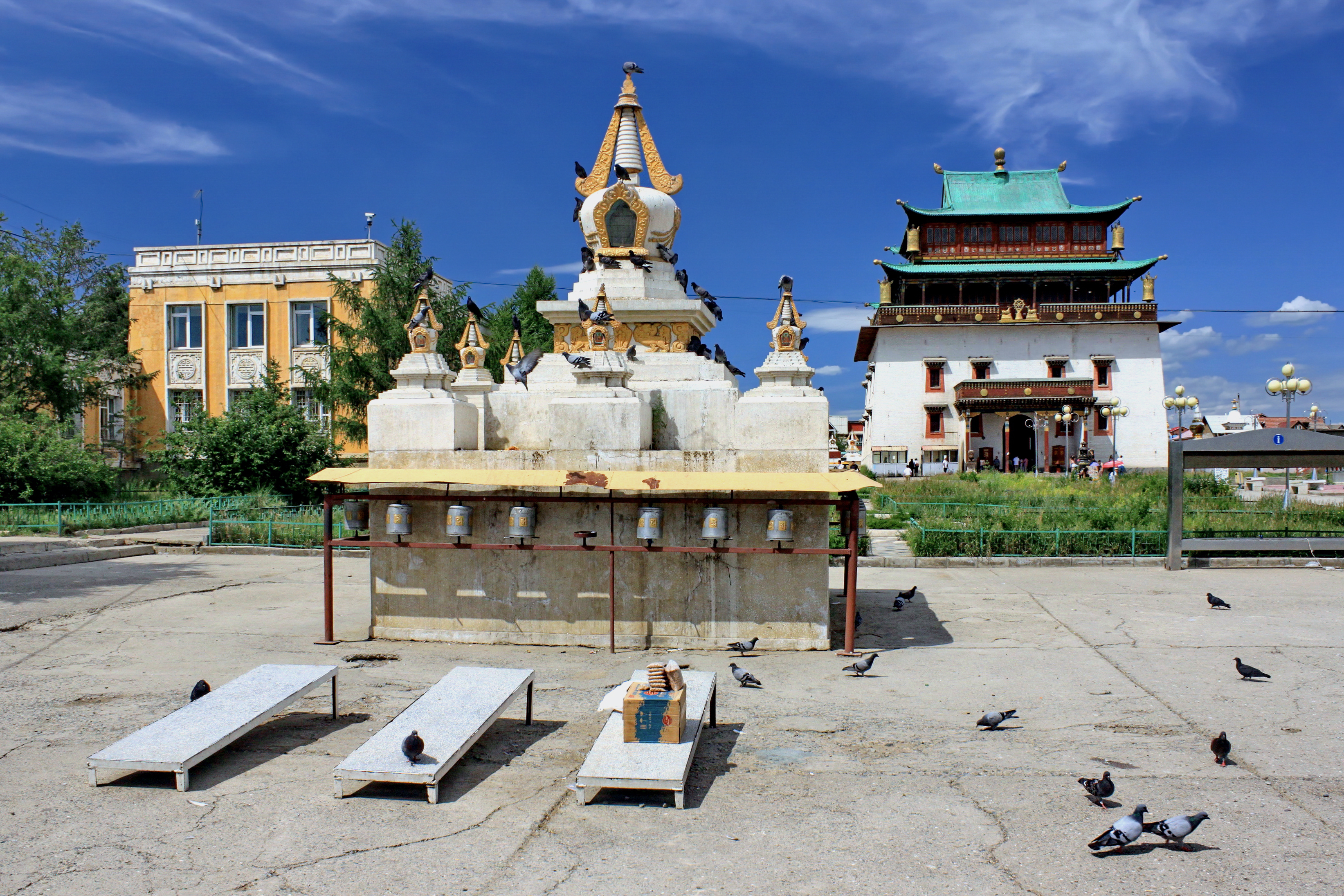
Stupa z młynkami modlitewnymi
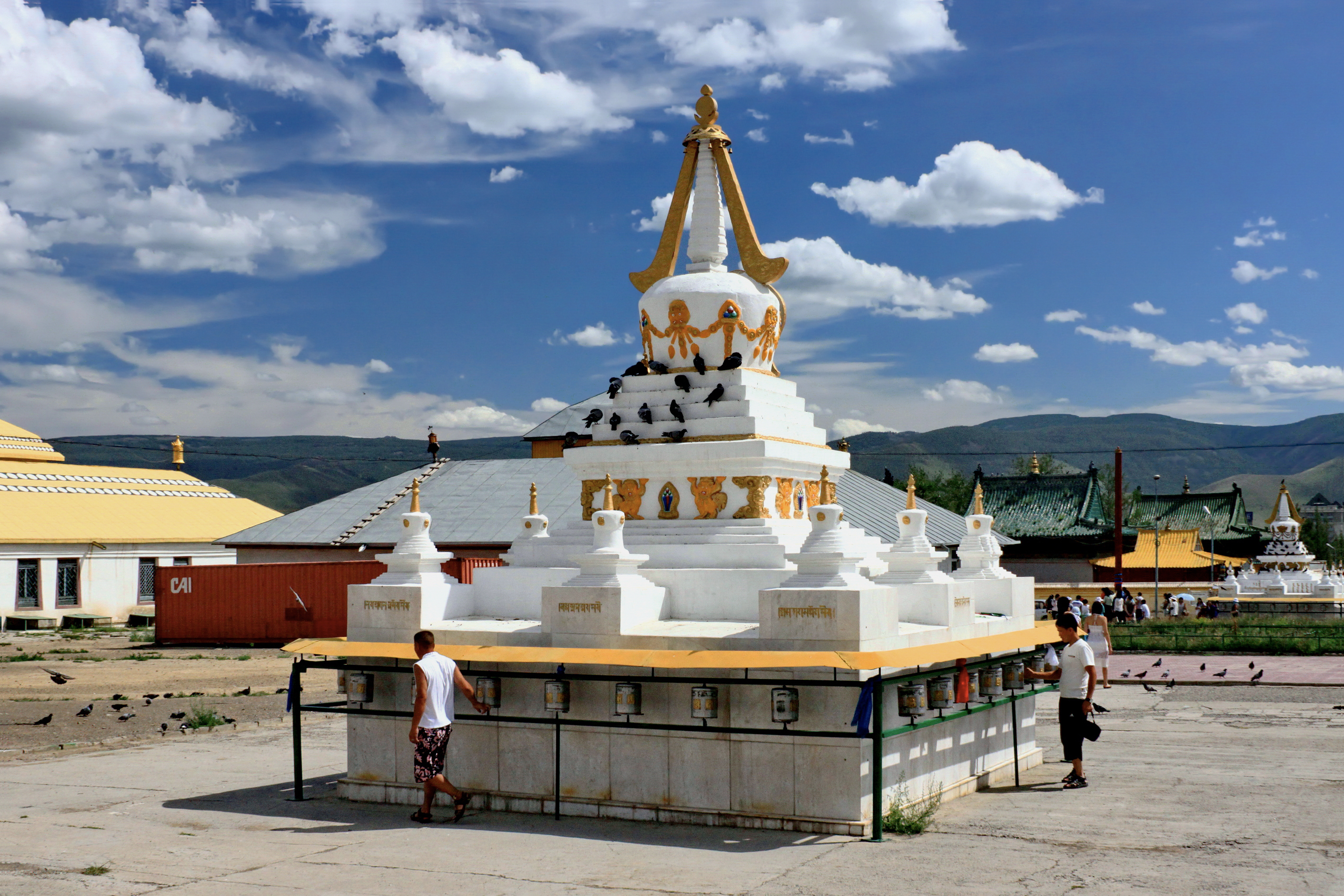
Stupa z młynkami modlitewnymi
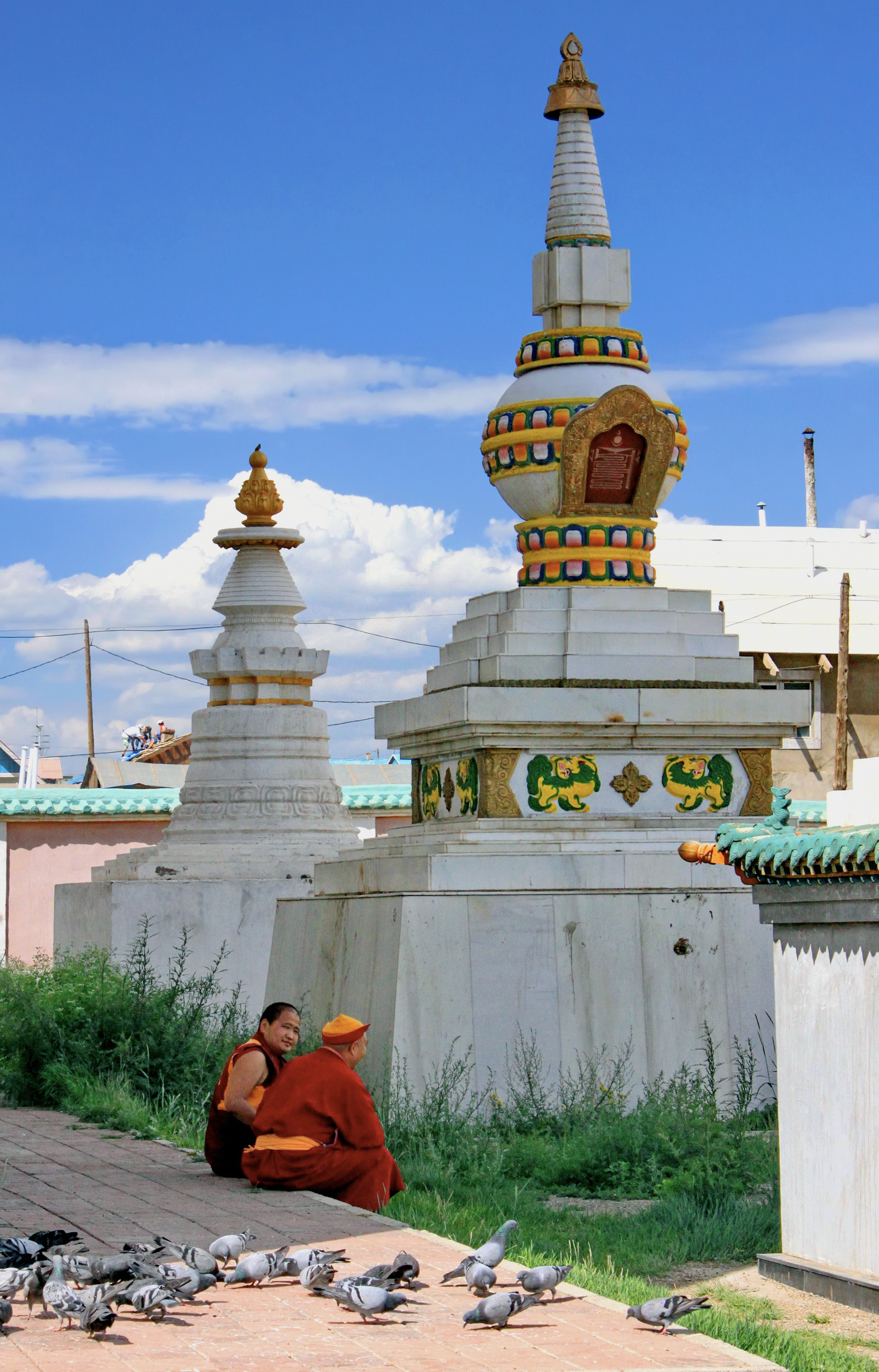
Mnisi buddyjscy